# 七瀬千花
七瀬 千花（ななせ ちか、2004年3月9日 - ）は、日本の女性プロレスラー。
大阪府出身。東京女子プロレス所属。血液型A型。

## 経歴
2024年
- 1月4日、練習生チカとして入門。
- 2月22日、練習生チカのリングネームが七瀬千花に決定[2][3][4][5][6]。
- 2月24日、『BEAT POWER '24』大阪府立体育会館第2競技場大会にてプロレスデビュー[7][8][9]。シングルマッチで宮本もかに敗れる[10][11]。
- 6月9日、後楽園ホール大会の対高見汐珠戦で自力及びシングル初勝利。

## 得意技
稲荷鳥居
リストクラッチ式の変形フルネルソン。初勝利時のフィニッシャー。
稲荷鳥居・改
ホイールバローから仕掛ける稲荷鳥居。
ショルダーアタック
エルボードロップ

## 入場曲
- エネルギッシュハピネス /マサキ（YMZ）